# Flora (camuflaje)
Flora (Флора) es el nombre de un patrón de camuflaje militar ruso usado tanto en las Fuerzas Armadas de Rusia como en las Tropas Interiores del Ministerio del Interior. Aunque es habitual referirse a este camuflaje como Flora, no tiene un nombre oficial concreto, por lo que también se le conoce con otros como tryokhtsvetnyy kamuflyazh ("camuflaje tricolor"), Arbuz ("sandía"), Gorizontalka o 3-TsV.
Este patrón de camuflaje está formado por tres colores: verde claro, verde oscuro y marrón. Además, existen cuatro variaciones en las cuales domina un color en concreto: verde, caqui, marrón oscuro y marrón claro.
El Flora está basado en el patrón VSR, al cual sustituyó a finales de los años 1990.